# Mussaenda squiresii
Mussaenda squiresii är en måreväxtart som beskrevs av Elmer Drew Merrill. Mussaenda squiresii ingår i släktet Mussaenda och familjen måreväxter. Inga underarter finns listade i Catalogue of Life.